# Greg Minnaar
Greg Minnaar (* 13. November 1981 in Pietermaritzburg) ist ein südafrikanischer-Mountainbike-Profi, der sich auf die Disziplin Downhill spezialisiert hat.

## Werdegang
Seit 1995 bestreitet Minnaar Mountainbikerennen, seit 2001 gehört er zur Weltspitze im Downhill. Von 2001 bis 2021 stand er 11 mal auf dem Podium der UCI-Mountainbike-Weltmeisterschaften im Downhill, davon viermal als Weltmeister, zuletzt im Jahr 2021 im Alter von 39 Jahren.
Im UCI-Mountainbike-Weltcup gewann er 22 Weltcup-Rennen im Downhill und ein Rennen im Four Cross. Mit Ausnahme 2018 beendete er seit 2001 jede Saison unter den Top 10 der Weltcup-gesamtwertung. In den Jahren 2001, 2005 und 2008 entschied er die Gesamtwertung für sich.
Bis 2007 fuhr er gemeinsam mit Matti Lehikoinen und Brendan Fairclough für das Team G Cross Honda. Von 2008 bis 2023 fuhr Greg Minnaar ununterbrochen für das Team Santa Cruz Syndicate. 2024 fährt er für das Norco Factory Team.

## Erfolge
| 2001 - Weltmeisterschaften – Downhill - ein Weltcup-Erfolg – Downhill - Gesamtwertung UCI-MTB-Weltcup – Downhill 2003 - Weltmeister – Downhill - ein Weltcup-Erfolg – Four Cross 2004 - Weltmeisterschaften – Downhill - ein Weltcup-Erfolg – Downhill 2005 - Weltmeisterschaften – Downhill - drei Weltcup-Erfolge – Downhill - Gesamtwertung UCI-MTB-Weltcup – Downhill 2006 - Weltmeisterschaften – Downhill 2008 - Südafrikanischer Meister – Downhill - drei Weltcup-Erfolge – Downhill - Gesamtwertung UCI-MTB-Weltcup – Downhill 2009 - Weltmeisterschaften – Downhill - drei Weltcup-Erfolge – Downhill | 2010 - Weltmeisterschaften – Downhill - zwei Weltcup-Erfolge – Downhill 2011 - zwei Weltcup-Erfolge – Downhill 2012 - Weltmeister – Downhill - ein Weltcup-Erfolg – Downhill 2013 - Weltmeister – Downhill 2015 - Weltmeisterschaften – Downhill - zwei Weltcup-Erfolge – Downhill 2016 - ein Weltcup-Erfolg – Downhill 2017 - zwei Weltcup-Erfolge – Downhill 2020 - ein Weltcup-Erfolg – Downhill 2021 - Weltmeister – Downhill |